# Rekognoscering
Indenfor militære operationer er rekognoscering udforskning udenfor det område, der besættes af venligsindede styrker, for at at få information om omgivelserne og fjendens tilstedeværelse.
Blandt eksempler på rekognoscering er patruljering udført af tropper (eksempelvis spejderenheder eller militære efterretningsspecialister), skibe eller u-både, fly, satelitter eller ved at opsætte hemmelige observationsposter. Spionage betragtes normalt ikke som rekognoscering, da rekognoscering foretages af en militær styrkes specialenheder før hovedstyrkens ankomst; spioner er ikke-kombatanter, der opererer bag fjendens linjer.
| Militær | Spire Denne artikel om militær er en spire som bør udbygges. Du er velkommen til at hjælpe Wikipedia ved at udvide den. |